# Melemaea antiquorum
Melemaea antiquorum är en fjärilsart som beskrevs av Dyar 1920. Melemaea antiquorum ingår i släktet Melemaea och familjen mätare. Inga underarter finns listade i Catalogue of Life.